# Герб Фарерских островов
Современный ге́рб Фаре́рских острово́в (фар. Skjaldarmerki Føroyar) был утверждён в 2004 году. Он состоит из синего щита, на котором изображён овен (фар. veðrur). Овцы считаются символом Фарерских островов, так как именно к ним восходит их название (фар. Føroyar в переводе — Овечьи острова). Также овцы являются самыми распространёнными животными на островах. Прототипом нынешнего герба послужило изображение на одной из чирчубёвурских скамей.
Фарерский парламент Лёгтинг использовал овна на своих печатях. Вместе с роспуском Лёгтинга в 1816 был упразднён и этот неофициальный герб. Овен не стал употребляться и после восстановления парламента в 1852 году, а также во время де-факто независимости Фарер под британской оккупацией во время Второй мировой войны.
После того, как в 1948 году был принят закон о введении должности премьер-министра (лёгмадура), тот избрал себе в 1950 году овна в качестве герба. В 2004 году был окончательно принят нынешний герб. На нём изображён серебристый овен в оборонительной позе с золотыми копытами и рогами. Синий цвет заднего фона соответствует синему цвету на флаге Фарерских островов. Герб используется главой правительства, правительством и фарерскими зарубежными послами. Тем не менее, некоторые правительственные ведомства всё ещё используют старую версию герба, бывшую в употреблении с 1950 по 2004 год.